# Cybebus grandis
Die Orchidee Cybebus grandis ist die einzige Art in der Gattung Cybebus. Die ausdauernden Pflanzen wachsen terrestrisch in den Anden, das Verbreitungsgebiet ist ein kleines Areal in Ecuador und Kolumbien.

## Beschreibung
Cybebus grandis bildet an einem stark gestauchten Spross eine grundständige Rosette aus fünf bis sechs spiralig angeordneten Blättern. Die behaarten Wurzeln sind dick und fleischig, zylindrisch oder zigarrenförmig. Die fleischige Blattspreite ist oval geformt, die Blattspitze ist stumpf. Der Blattgrund geht keilförmig in einen oberseits rinnigen Blattstiel über. Der Blattstiel umfasst an der Basis die Sprossachse. Blattstiel und Blattspreite messen je etwa zehn Zentimeter. Die ganze Pflanze wird mit Blütenstand etwa 50 Zentimeter hoch.
Der traubige Blütenstand erscheint endständig. Er trägt im unteren, glatten Bereich einige blattartige, lanzettliche Hochblätter. Im oberen Bereich ist der Blütenstängel leicht behaart, dort sitzen die wenigen, weißen, resupinierten Blüten. Die Tragblätter sind lanzettlich und länger als der Fruchtknoten. Der Fruchtknoten steht aufrecht, die Blüte ist in ihrem unteren Teil um etwa 90° gebogen und weist waagrecht oder leicht abwärts. Die Blütenblätter sind oval-lanzettlich, auf der Außenseite etwas papillös, etwa 3,5 Zentimeter lang und 0,5 Zentimeter breit. Die Sepalen sind an der Basis miteinander verwachsen, der freie Teil der beiden seitlichen ist abgespreizt, während das obere Sepal mit den Petalen und der Lippe zusammengeneigt eine Röhre bildet. An der Basis ist die Lippe stark verschmälert, mit zwei seitlichen, nach hinten gerichteten Anhängseln, die Nektar ausscheiden. Die Mitte der Lippe ist etwas gelb gefärbt. Der vordere Teil ist nach unten gebogen und am Rand etwas gefältelt. Die schlanke Säule ist mit rückwärts gerichteten Haaren besetzt. An der Basis ist sie mit den Sepalen und dem oberen Petal verwachsen. Das Staubblatt enthält zwei weiche Pollinien, die an der Unterseite (ventral) mit einem klebenden Gewebe (Viscidium) verbunden sind. Die Narbe besteht aus einer Fläche, die unter dem Trenngewebe zwischen Narbe und Staubblatt (Rostellum) verborgen ist. Das Rostellum ist an der Spitze in zwei ovale Lappen gespalten; nach Entfernen der Pollinien bleibt zwischen diesen Lappen eine kleine Spitze stehen.
Die Form der Blüte mit dem schwierig zu erreichenden Nektarium lässt auf Bienen mit langer Zunge als Bestäuber schließen.

## Verbreitung
Cybebus grandis ist in der Grenzregion von Ecuador und Kolumbien beheimatet. Sie kommt in Höhenlagen von 1500 bis 1900 (2300) Metern vor. Sie wächst in sehr feuchtem, sumpfigem Gelände.

## Systematik und Botanische Geschichte
Die Erstbeschreibung von Cybebus grandis stammt von Leslie Andrew Garay aus dem Jahr 1978 in Botanical Museum Leaflets [Harvard University] Band 26, Seite 15–16. Der Gattungsname Cybebus kommt vom griechischen „kybebos“ und bedeutet „gebeugt“; es bezieht sich auf die an der Basis gebogenen Blüten. Die Art wird in die Untergattung Orchidoideae und dort in die Tribus Cranichideae eingeordnet. Nahe verwandte Arten werden in der Gattung Stenorrhynchos oder Brachystele vermutet. Weitere verwandte Arten werden in der Subtribus Spiranthinae zusammengefasst.

## Belege
- C.H. Dodson, C.A. Luer (2005): Orchidaceae part 2 (Aa–Cyrtidiorchis). In: G. Harling, L. Andersson (Hrsg.): Flora of Ecuador. Bd. 76, S. 300–302. Botanical Institute, Göteborg University, ISBN 91-88896-51-X
- Alec M. Pridgeon, Phillip J. Cribb, Mark W. Chase, Finn N. Rasmussen (Hrsg.): Genera Orchidacearum. Bd. 3: Orchidoideae (Part two). Vanilloideae. S. 185–188. Oxford University Press, 2003. ISBN 0-19-850711-9